# 愛知県議会
愛知県議会（あいちけんぎかい）は、愛知県に設置されている地方議会。

## 概要
- 定数：102人
- 任期：4年（2023年4月30日 - 2027年4月29日）
- 選挙区：各市町村を選挙区とする中選挙区制（単記非移譲式）、1人区は小選挙区制
- 議長：川嶋太郎
- 副議長：南部文宏
- 政務活動費は、月額50万円を会派を通じて支給[1]。

## 沿革
- 1879年5月10日 - 愛知県会開設。初めは東本願寺の名古屋別院で行われた。
- 1938年 - 愛知県本庁舎竣工。庁舎内に議事堂移転。
- 1975年9月 - 県議会議事堂竣工。
- 2001年3月 - 政務活動費交付条例可決。
- 2010年10月14日 - 9月定例会において「2増3減」案が可決し、定数103となった[2]。定数変更は2011年4月の県議選から適用された。（詳細は「2011年愛知県議会議員選挙」を参照）
- 2014年3月25日 - 2月定例会において「1増2減」案が可決し、定数102となった[3][4]。定数変更は2015年4月の県議選から適用された。（詳細は「2015年愛知県議会議員選挙」を参照）
- 2015年4月12日 - 県議選実施。日本共産党は2人当選し、3期12年ぶりに議席が復活した。減税日本は議席を失った。
- 2019年4月7日 - 県議選実施。日本共産党は議席を失った。減税日本が1議席獲得し院内勢力を回復した。
- 2020年5月27日 - 第100代議長に神戸洋美が就任。女性の就任は初めて。全国の都道府県では福岡県、滋賀県に次ぐ3人目の女性県議会議長の誕生となり、現職では唯一[5]。

## 会派
| 会派名                               | 会派代表者       | 議員数 | 所属政党                            | 女性議員数 | 女性議員の割合 |
| ------------------------------------ | ---------------- | ------ | ----------------------------------- | ---------- | -------------- |
| 自由民主党愛知県議員団               | 石井芳樹         | 57     | 自由民主党                          | 3          | 5.26           |
| あいち民主県議団                     | 鈴木純           | 28     | 立憲民主党10・国民民主党6・無所属12 | 3          | 10.71          |
| 公明党愛知県議員団                   | 木藤俊郎         | 5      | 公明党                              | 0          | 0              |
| 減税日本愛知県議員団                 | しまぶくろ朝太郎 | 3      | 減税日本                            | 1          | 33.33          |
| 無所属（県政自民クラブ）             |                  | 1      | 自由民主党                          | 0          | 0              |
| 無所属（日本共産党愛知県議会議員団） |                  | 1      | 日本共産党                          | 1          | 100            |
| 無所属                               |                  | 7      | 無所属                              | 0          | 0              |
| 計                                   |                  | 102    |                                     | 8          | 7.84           |

（2023年5月26日現在）

## 議員報酬等
| 役職   | 議員報酬         | 政務活動費  |
| ------ | ---------------- | ----------- |
| 議長   | 月額 123万7000円 | 月額 50万円 |
| 副議長 | 月額 108万8000円 | 月額 50万円 |
| 議員   | 月額 99万9000円  | 月額 50万円 |

- 別途、年2回期末手当あり
- 政務活動費の残金は県に返還する義務がある
- 議員年金は2011年（平成23年）6月1日で廃止されている

## 選挙区
| 選挙区名          | 定数 | 区域           | 選出議員   | 会派・当選回数           |
| ----------------- | ---- | -------------- | ---------- | ------------------------ |
| 名古屋市千種区    | 2    | 名古屋市千種区 | 黒田太郎   | 新政あいち・2            |
| 名古屋市千種区    | 2    | 名古屋市千種区 | 辻秀樹     | 自民党・2                |
| 名古屋市東区      | 1    | 名古屋市東区   | 政木理香   | 自民党・2                |
| 名古屋市北区      | 2    | 名古屋市北区   | 松川浩明   | 自民党・6                |
| 名古屋市北区      | 2    | 名古屋市北区   | 塚本久     | 新政あいち・11           |
| 名古屋市西区      | 2    | 名古屋市西区   | 田中泰彦   | 自民党・2                |
| 名古屋市西区      | 2    | 名古屋市西区   | 島袋朝太郎 | 無所属（減税日本）・1    |
| 名古屋市中村区    | 2    | 名古屋市中村区 | 寺西睦     | 自民党・3                |
| 名古屋市中村区    | 2    | 名古屋市中村区 | 鳴海康裕   | 新政あいち・2            |
| 名古屋市中区      | 1    | 名古屋市中区   | 増田裕二   | 自民党・2                |
| 名古屋市昭和区    | 2    | 名古屋市昭和区 | 谷口知美   | 新政あいち・4            |
| 名古屋市昭和区    | 2    | 名古屋市昭和区 | 成田修     | 自民党・2                |
| 名古屋市瑞穂区    | 2    | 名古屋市瑞穂区 | 川嶋太郎   | 自民党・4                |
| 名古屋市瑞穂区    | 2    | 名古屋市瑞穂区 | 高木浩司   | 新政あいち・5            |
| 名古屋市熱田区    | 1    | 名古屋市熱田区 | 華地山義章 | 新政あいち・5            |
| 名古屋市中川区    | 3    | 名古屋市中川区 | 稲本和仁   | 自民党・3                |
| 名古屋市中川区    | 3    | 名古屋市中川区 | 村嶌嘉将   | 新政あいち・1            |
| 名古屋市中川区    | 3    | 名古屋市中川区 | （欠員）   | [ 注 2 ]                 |
| 名古屋市港区      | 2    | 名古屋市港区   | 直江弘文   | 自民党・10               |
| 名古屋市港区      | 2    | 名古屋市港区   | 安井伸治   | 新政あいち・2            |
| 名古屋市南区      | 2    | 名古屋市南区   | 伊藤辰夫   | 自民党・4                |
| 名古屋市南区      | 2    | 名古屋市南区   | 久野哲生   | 新政あいち・4            |
| 名古屋市守山区    | 2    | 名古屋市守山区 | 南部文宏   | 自民党・2                |
| 名古屋市守山区    | 2    | 名古屋市守山区 | 森井元志   | 新政あいち・4            |
| 名古屋市緑区      | 3    | 名古屋市緑区   | 松本守     | 新政あいち・１           |
| 名古屋市緑区      | 3    | 名古屋市緑区   | 渡辺昇     | 無所属・4                |
| 名古屋市緑区      | 3    | 名古屋市緑区   | 岡明彦     | 公明党・2                |
| 名古屋市名東区    | 2    | 名古屋市名東区 | 筒井隆彌   | 無所属（県政自民ク）・12 |
| 名古屋市名東区    | 2    | 名古屋市名東区 | 富田昭雄   | 新政あいち・5            |
| 名古屋市天白区    | 2    | 名古屋市天白区 | 須崎幹     | 自民党・4                |
| 名古屋市天白区    | 2    | 名古屋市天白区 | 水谷満信   | 新政あいち・4            |
| 豊橋市            | 5    | 豊橋市         | 丹羽洋章   | 自民党・2                |
| 豊橋市            | 5    | 豊橋市         | 杉浦正和   | 自民党・1                |
| 豊橋市            | 5    | 豊橋市         | 中村竜彦   | 自民党・1                |
| 豊橋市            | 5    | 豊橋市         | 広田勉     | 新政あいち・1            |
| 豊橋市            | 5    | 豊橋市         | 竹上裕子   | 無所属（減税日本）・1    |
| 岡崎市及び 額田郡 | 5    | 岡崎市 幸田町  | 中根義高   | 自民党・3                |
| 岡崎市及び 額田郡 | 5    | 岡崎市 幸田町  | 西久保長史 | 新政あいち・3            |
| 岡崎市及び 額田郡 | 5    | 岡崎市 幸田町  | 新海正春   | 自民党・2                |
| 岡崎市及び 額田郡 | 5    | 岡崎市 幸田町  | 園山康男   | 無所属・3                |
| 岡崎市及び 額田郡 | 5    | 岡崎市 幸田町  | 鈴木雅登   | 新政あいち・3            |
| 一宮市            | 5    | 一宮市         | 神戸健太郎 | 自民党・2                |
| 一宮市            | 5    | 一宮市         | 木藤俊郎   | 公明党・5                |
| 一宮市            | 5    | 一宮市         | 高橋正子   | 新政あいち・5            |
| 一宮市            | 5    | 一宮市         | 佐藤英俊   | 自民党・1                |
| 一宮市            | 5    | 一宮市         | 平松利英   | 自民党・1                |
| 瀬戸市            | 2    | 瀬戸市         | 島倉誠     | 自民党・3                |
| 瀬戸市            | 2    | 瀬戸市         | 長江正成   | 新政あいち・4            |
| 半田市            | 2    | 半田市         | 朝倉浩一   | 新政あいち・2            |
| 半田市            | 2    | 半田市         | （欠員）   | [ 注 6 ]                 |
| 春日井市          | 4    | 春日井市       | 神戸洋美   | 自民党・5                |
| 春日井市          | 4    | 春日井市       | 日比雄将   | 新政あいち・3            |
| 春日井市          | 4    | 春日井市       | 市川英男   | 公明党・3                |
| 春日井市          | 4    | 春日井市       | 伊藤勝人   | 自民党・5                |

| 選挙区名                           | 定数 | 区域                          | 選出議員   | 会派・当選回数 |
| ---------------------------------- | ---- | ----------------------------- | ---------- | -------------- |
| 豊川市                             | 3    | 豊川市                        | 大嶽理恵   | 新政あいち・2  |
| 豊川市                             | 3    | 豊川市                        | 藤原宏樹   | 自民党・3      |
| 豊川市                             | 3    | 豊川市                        | （欠員）   | [ 注 7 ]       |
| 津島市                             | 1    | 津島市                        | 中野治美   | 自民党・5      |
| 碧南市                             | 1    | 碧南市                        | 石井拓     | 自民党・2      |
| 刈谷市                             | 2    | 刈谷市                        | 永井雅彦   | 新政あいち・3  |
| 刈谷市                             | 2    | 刈谷市                        | 神谷昌宏   | 無所属・1      |
| 豊田市                             | 5    | 豊田市                        | 神谷和利   | 自民党・1      |
| 豊田市                             | 5    | 豊田市                        | 桜井秀樹   | 新政あいち・1  |
| 豊田市                             | 5    | 豊田市                        | 樹神義和   | 新政あいち・3  |
| 豊田市                             | 5    | 豊田市                        | 加藤貴志   | 公明党・1      |
| 豊田市                             | 5    | 豊田市                        | （欠員）   |                |
| 安城市                             | 2    | 安城市                        | 嶋口忠弘   | 新政あいち・2  |
| 安城市                             | 2    | 安城市                        | 今井隆喜   | 自民党・2      |
| 西尾市                             | 2    | 西尾市                        | 山田高生   | 自民党・2      |
| 西尾市                             | 2    | 西尾市                        | 渡辺靖     | 新政あいち・2  |
| 蒲郡市                             | 1    | 蒲郡市                        | 飛田常年   | 自民党・3      |
| 犬山市                             | 1    | 犬山市                        | （欠員）   | [ 注 9 ]       |
| 常滑市                             | 1    | 常滑市                        | 杉江繁樹   | 自民党・1      |
| 江南市                             | 1    | 江南市                        | 村瀬正臣   | 自民党・1      |
| 小牧市                             | 2    | 小牧市                        | 山下智也   | 自民党・3      |
| 小牧市                             | 2    | 小牧市                        | 天野正基   | 新政あいち・4  |
| 稲沢市                             | 2    | 稲沢市                        | 鈴木純     | 新政あいち・4  |
| 稲沢市                             | 2    | 稲沢市                        | 久保田浩文 | 自民党・7      |
| 新城市及び 北設楽郡                | 1    | 新城市・設楽町 東栄町・豊根村 | 峰野修     | 自民党・4      |
| 東海市                             | 2    | 東海市                        | 佐波和則   | 新政あいち・3  |
| 東海市                             | 2    | 東海市                        | 神野博史   | 自民党・5      |
| 大府市                             | 1    | 大府市                        | 日高章     | 自民党・1      |
| 知多市                             | 1    | 知多市                        | 佐藤一志   | 自民党・3      |
| 知立市                             | 1    | 知立市                        | 柴田高伸   | 無所属・4      |
| 尾張旭市                           | 1    | 尾張旭市                      | 青山省三   | 自民党・3      |
| 高浜市                             | 1    | 高浜市                        | 杉浦孝成   | 自民党・5      |
| 岩倉市                             | 1    | 岩倉市                        | 高桑敏直   | 自民党・2      |
| 豊明市                             | 1    | 豊明市                        | 坂田憲治   | 自民党・4      |
| 日進市及び 愛知郡                  | 2    | 日進市・東郷町                | 近藤裕人   | 自民党・3      |
| 日進市及び 愛知郡                  | 2    | 日進市・東郷町                | 福田喜夫   | 新政あいち・2  |
| 田原市                             | 1    | 田原市                        | 山本浩史   | 自民党・3      |
| 愛西市                             | 1    | 愛西市                        | 横井五六   | 自民党・6      |
| 清須市、 北名古屋市及び 西春日井郡 | 2    | 清須市 北名古屋市 豊山町      | 安藤敏殻   | 新政あいち・4  |
| 清須市、 北名古屋市及び 西春日井郡 | 2    | 清須市 北名古屋市 豊山町      | 水野富夫   | 自民党・10     |
| 弥富市                             | 1    | 弥富市                        | 朝日将貴   | 自民党・1      |
| みよし市                           | 1    | みよし市                      | 林文夫     | 無所属・1      |
| あま市及び 海部郡                  | 2    | あま市・大治町 蟹江町・飛島村 | 石塚吾歩路 | 自民党・3      |
| あま市及び 海部郡                  | 2    | あま市・大治町 蟹江町・飛島村 | 小木曽史人 | 新政あいち・1  |
| 長久手市                           | 1    | 長久手市                      | 石井芳樹   | 自民党・4      |
| 丹羽郡                             | 1    | 大口町・扶桑町                | 鈴木喜博   | 自民党・4      |
| 知多郡第一                         | 1    | 阿久比町・東浦町              | 河合洋介   | 新政あいち・3  |
| 知多郡第二                         | 1    | 南知多町・美浜町 武豊町       | 森下利久   | 自民党・4      |

| 名古屋市         | 千種区     | 黒田太郎   | 辻秀樹     |          |          | 東区                             | 政木理香 |            |          |          |          |
| 名古屋市         | 北区       | 松川浩明   | 井上慎也   |          |          | 西区                             | 田中泰彦 | 島袋朝太郎 |          |          |          |
| 名古屋市         | 中村区     | 寺西睦     | 鳴海康裕   |          |          | 中区                             | 増田裕二 |            |          |          |          |
| 名古屋市         | 昭和区     | 谷口知美   | 成田修     |          |          | 瑞穂区                           | 川嶋太郎 | 高木浩司   |          |          |          |
| 名古屋市         | 熱田区     | 華地山義章 |            |          |          | 中川区                           | 村嶌嘉将 | 稲本和仁   | 欠員     |          |          |
| 名古屋市         | 港区       | 直江弘文   | 安井伸治   |          |          | 南区                             | 欠員     | 江原史朗   |          |          |          |
| 名古屋市         | 守山区     | 森井元志   | 南部文宏   |          |          | 緑区                             | 松本守   | 増田成美   | 岡明彦   |          |          |
| 名古屋市         | 名東区     | 富田昭雄   | 筒井隆彌   |          |          | 天白区                           | 須崎幹   | 古林千恵   |          |          |          |
| 豊橋市           | 丹羽洋章   | 大久保真一 | 中村竜彦   | 杉浦正和 | 下奥奈歩 | 岡崎市及び額田郡                 | 中根義高 | 鈴木雅登   | 山口健   | 園山康男 | 新海正春 |
| 一宮市           | 高橋正子   | 木藤俊郎   | 神戸健太郎 | 平松利英 | 佐藤英俊 | 瀬戸市                           | 島倉誠   | 長江正成   |          |          |          |
| 半田市           | 朝倉浩一   | 杉浦友昭   |            |          |          | 春日井市                         | 神戸洋美 | 伊藤貴治   | 日比雄将 | 末永啓   |          |
| 豊川市           | 欠員       | 藤原宏樹   | 浦野隼次   |          |          | 津島市                           | 中野治美 |            |          |          |          |
| 碧南市           | 杉浦哲也   |            |            |          |          | 刈谷市                           | 細井真司 | 神谷昌宏   |          |          |          |
| 豊田市           | 阿部洋祐   | 桜井秀樹   | 加藤貴志   | 神谷和利 | 欠員     | 安城市                           | 今井隆喜 | 永田敦史   |          |          |          |
| 西尾市           | 山田高生   | 藤原聖     |            |          |          | 蒲郡市                           | 喚田孝博 |            |          |          |          |
| 犬山市           | 中村貴文   |            |            |          |          | 常滑市                           | 杉江繁樹 |            |          |          |          |
| 江南市           | 村瀬正臣   |            |            |          |          | 小牧市                           | 山下智也 | 天野正基   |          |          |          |
| 稲沢市           | 久保田浩文 | 鈴木純     |            |          |          | 新城市及び北設楽郡               | 峰野修   |            |          |          |          |
| 東海市           | 神野博史   | 島孝則     |            |          |          | 大府市                           | 日高章   |            |          |          |          |
| 知多市           | 宮島謙治   |            |            |          |          | 知立市                           | 柴田高伸 |            |          |          |          |
| 尾張旭市         | 青山省三   |            |            |          |          | 高浜市                           | 柳沢英希 |            |          |          |          |
| 岩倉市           | 高桑敏直   |            |            |          |          | 豊明市                           | 坂田憲治 |            |          |          |          |
| 日進市及び愛知郡 | 近藤裕人   | 福田喜夫   |            |          |          | 田原市                           | 山本浩史 |            |          |          |          |
| 愛西市           | 横井五六   |            |            |          |          | 清須市、北名古屋市及び西春日井郡 | 阿部武史 | 水野富夫   |          |          |          |
| 弥富市           | 朝日将貴   |            |            |          |          | みよし市                         | 林文夫   |            |          |          |          |
| あま市及び海部郡 | 小木曽史人 | 石塚吾歩路 |            |          |          | 長久手市                         | 石井芳樹 |            |          |          |          |
| 丹羽郡           | 鈴木喜博   |            |            |          |          | 知多郡第一                       | 河合洋介 |            |          |          |          |
| 知多郡第二       | 横田貴次   |            |            |          |          |                                  |          |            |          |          |          |

## 辞職、補選、欠員など
2020年
- 10月30日 - 浅井由崇（豊橋市選挙区）が豊橋市長選挙への立候補のため辞職。

2021年
- 3月31日 - 堀嵜純一（半田市選挙区）が半田市長選挙への立候補のため辞職。
- 7月12日 - 石井拓（碧南市選挙区）が衆院選への立候補のため辞職。
- 8月29日 - 碧南市選挙区の補選で杉浦哲也が当選。
- 8月31日 - 西川厚志（名古屋市中川区選挙区）が衆院選への立候補のため辞職。
- 10月18日 - 小山祐（みよし市選挙区）がみよし市長選挙への立候補のため辞職。
- 11月21日 - みよし市選挙区の補選で林文夫が無投票当選。
- 12月20日 - 荻原宏悦（豊橋市選挙区）が辞職。

2022年
- 2月6日 - 豊橋市選挙区の補選で広田勉、竹上裕子が当選。
- 6月14日 - 野中泰志（豊川市選挙区）が死去。
- 11月20日 - 原欣伸（犬山市選挙区）が犬山市長選挙へ立候補し自動失職。

2023年
- 9月11日 - 犬飼明佳（名古屋市中川区選挙区）が衆院選への立候補のため辞職[8]。

2024年
- 1月 - 鈴木雅博（豊田市選挙区）が豊田市長選挙への立候補のため辞職[9]。
- 9月18日 - 大嶽理恵（豊川市選挙区）が愛知県第14区から第50回衆議院議員総選挙への立候補のため辞職[10]。10月27日の投開票の結果、小選挙区で今枝宗一郎に敗れたが比例復活当選した[11]。

2025年
- 3月 - 伊藤辰夫（名古屋市南区）が第27回参議院議員通常選挙への立候補のため辞職[12]。

## 事務局
- 議会事務局[13]
  - 総務課
    - 秘書室

  - 議事課
  - 調査課

## 選挙結果

### 愛知県議会議員選挙
| 第18回（改選102） 2015年（平成27年）4月12日施行 |             |          |
| 党派                                            | 当選者      | 立候補者 |
| 自由民主党                                      | 53          | 60       |
| 自由民主党                                      | （自→無） 1 | 60       |
| 民主党                                          | 32          | 40       |
| 公明党                                          | 6           | 6        |
| 日本共産党                                      | 2           | 11       |
| 減税日本                                        | 0           | 4        |
| 維新の党                                        | 0           | 12       |
| 維新の党                                        | （維→無） 2 | 12       |
| 次世代の党                                      | 0           | 2        |
| 生活の党と山本太郎 となかまたち                 | 0           | 1        |
| 無所属                                          | 2           | 20       |
| 無所属                                          | （無→自） 4 | 20       |
| 計                                              | 102         | 156      |
| 投票率 ： 38.50%                                |             |          |

| 第17回（改選103） 2011年（平成23年）4月10日施行 |             |          |
| 党派                                            | 当選者      | 立候補者 |
| 自由民主党                                      | 49          | 56       |
| 民主党                                          | 26          | 45       |
| 公明党                                          | 6           | 6        |
| 日本共産党                                      | 0           | 4        |
| 減税日本                                        | 13          | 21       |
| 日本一愛知の会                                  | 5           | 24       |
| みんなの党                                      | 0           | 2        |
| 無所属                                          | 1           | 17       |
| 無所属                                          | （無→自） 3 | 17       |
| 計                                              | 103         | 175      |
| 投票率 ： 42.01%                                |             |          |

| 第16回（改選104） 2007年（平成23年）4月8日施行 |        |          |
| 党派                                           | 当選者 | 立候補者 |
| 自由民主党                                     | 57     | 68       |
| 民主党                                         | 38     | 46       |
| 公明党                                         | 7      | 7        |
| 日本共産党                                     | 0      | 9        |
| 無所属                                         | 2      | 27       |
| 計                                             | 104    | 157      |
| 投票率 ： 43.10%                               |        |          |

| 第15回（改選106） 2003年（平成15年）4月13日施行 |        |          |
| 党派                                            | 当選者 | 立候補者 |
| 自由民主党                                      | 57     | 63       |
| 民主党                                          | 24     | 26       |
| 公明党                                          | 7      | 7        |
| 日本共産党                                      | 0      | 19       |
| 無所属                                          | 18     | 47       |
| 計                                              | 106    | 162      |
| 投票率 ： 43.97%                                |        |          |

### 愛知県議会議員補欠選挙
| 投票日                     | 選挙区       | 定数 | 立候補者 | 投票率 |
| -------------------------- | ------------ | ---- | -------- | ------ |
| 2022年（令和4年）2月6日    | 豊橋市       | 2    | 3        | 19.87% |
| 2021年（令和3年）11月21日  | みよし市     | 1    | 1        | 無投票 |
| 2021年（令和3年）8月29日   | 碧南市       | 1    | 2        | 24.06% |
| 2012年（平成24年）10月21日 | 岡崎市       | 2    | 4        | 57.50% |
| 2010年（平成22年）8月1日   | 丹羽郡       | 1    | 2        | 38.81% |
| 2009年（平成21年）8月30日  | 名古屋市東区 | 1    | 1        | 無投票 |
| 2005年（平成17年）9月25日  | 知多市       | 1    | 2        | 45.33% |

## 愛知県議会議員出身者

### 国会議員（現職）
- 伊藤忠彦（衆議院議員）
- 大嶽理恵（衆議院議員）
- 長坂康正（衆議院議員）
- 西川厚志（衆議院議員）
- 竹上裕子（衆議院議員）
- 藤川政人（参議院議員）
- 酒井庸行（参議院議員）
- 伊藤辰夫（参議院議員）

### 首長（現職）
- 広沢一郎（名古屋市長）
- 内田康宏（岡崎市長）
- 浅井由崇（豊橋市長）
- 山下史守朗（小牧市長）
- 原欣伸（犬山市長）
- 小山祐（みよし市長）
- 伊藤辰矢（常滑市長）
- 安藤正明（弥富市長）

### その他
- 藍川清成（元衆議院議員、元名古屋鉄道社長）
- 青木宏之（元衆議院議員）
- 赤松広隆（元衆議院議員）
- 網岡雄（元衆議院議員）
- 石井拓（元衆議院議員）
- 石黒磐（元衆議院議員）
- 石田芳弘（元衆議院議員、元犬山市長）
- 今枝敬雄（元衆議院議員）
- 今堀辰三郎（元衆議院議員）
- 浦野錠平（元衆議院議員）
- 浦野謙朗（元衆議院議員、元猿投村長）
- 浦野幸男（元衆議院議員、元労働大臣）
- 大岩勇夫（元衆議院議員、元名古屋市長）
- 大島宇吉（元衆議院議員、元新愛知新聞社社長）
- 大谷忠雄（元衆議院議員）
- 大野一造（元衆議院議員、元刈谷町長）
- 大見正（元衆議院議員）
- 春日一幸（元衆議院議員、元民社党委員長）
- 加藤鐐五郎（元衆議院議員、元法務大臣）
- 川島實（元衆議院議員）
- 熊田裕通（元衆議院議員）
- 神戸眞（元衆議院議員、元小牧市長）
- 木村隆秀（元衆議院議員）
- 後藤文一郎（元衆議院議員）
- 近藤寿市郎（元衆議院議員、元豊橋市長）
- 近藤浩（元衆議院議員）
- 佐藤夕子（元衆議院議員、名古屋市会議員）
- 杉田元司（元衆議院議員）
- 鈴木克昌（元衆議院議員、元蒲郡市長）
- 鈴木五六（元衆議院議員）
- 鈴木仙太郎（元衆議院議員）
- 鈴木麟三（元衆議院議員）
- 千賀康治（元衆議院議員）
- 辻寛一（元衆議院議員）
- 手島鍬司（元衆議院議員）
- 内藤魯一（元衆議院議員）
- 永田安太郎（元衆議院議員）
- 丹羽兵助（元衆議院議員、元労働大臣、元国土庁長官）
- 丹羽久章（元衆議院議員）
- 早川龍介（元衆議院議員）
- 本多鋼治（元衆議院議員）
- 三輪信昭（元衆議院議員、カネ美食品創業者）
- 山田佐一（元衆議院議員、元参議院議員）
- 山本明彦（元衆議院議員）
- 横井太郎（元衆議院議員、元参議院議員）
- 横江金夫（元衆議院議員）
- 鈴木政二（元参議院議員）
- 須原昭二（元参議院議員）

- 馬場富（元参議院議員）
- 八田ひろ子（元参議院議員）
- 橋本繁蔵（元参議院議員、県議会議長）
- 森下昭司（元参議院議員）
- 吉川博（元参議院議員）
- 吉田萬次（元参議院議員、元一宮市長）
- 高橋アキラ（元豊橋市長）
- 菅野経三郎（元岡崎市長）
- 竹内京治（元岡崎市長）
- 太田光二（元岡崎市長）
- 内田喜久（元岡崎市長）
- 中根鎭夫（元岡崎市長）
- 柴田紘一（元岡崎市長）
- 5代目深田三太夫（元岡崎町長、実業家）
- 大見為次（元安城市長）
- 石原一郎（元安城市長）
- 杉浦彦衛（元安城市長）
- 杉浦正行（元安城市長）
- 岡田菊次郎（元安城町長）
- 坂部亀太郎（元西尾市長）
- 中村晃毅（元西尾市長）
- 榊原康正（元西尾市長）
- 渡辺釟吉（元挙母市長、元挙母町長）
- 中村寿一（元挙母市長、元挙母町長）
- 佐藤保（元豊田市長）
- 佐橋薫（元小牧市長）
- 井桁克（元津島市長）
- 水谷尚（元津島市長）
- 田中志典（元犬山市長）
- 社本鋭郎（初代大口町長、福玉精麦代表取締役社長）
- 仙田明一（元扶桑町長、元陸上自衛官）
- 榊原金之助（元東海新聞社社長）
- 浅岡齋（元岡崎市助役、実業家）
- 奥田正香（実業家）
- 蟹江一太郎（カゴメ創業者）
- 石田千太郎（逓信官僚）
- 森本善七（名古屋銀行頭取、貴族院議員）
- 鈴木彰伯（元豊川市議会総務委員会副委員長）
- 近藤坦平（医師）
- 田中孝博（愛知県知事リコール署名偽造事件逮捕者）
- 山本芳央（元新城市長）
- 千葉蝶二（元西尾市長）
- 滝田次郎（元常滑市長）
- 久野知英（元みよし市長、元三好町長）